# Цегельська Олена
Оле́на Цеге́льська, до шлюбу Кизима (1887 — 1971) — український педагог, дитяча письменниця і громадська діячка. Псевдонім: Галя.

## З життєпису
Народилась 1887 р. у м. Броди, тепер Львівської області, закінчила семінарію у Львові.
До 1939 року учителювала в селі Закомар'я на Золочівщині. Від 1940-х років на еміграції в Німеччині, пізніше (1952) в США.
Мешкала у Філадельфії, брала активну участь у діяльності Союзу українок Америки. Померла 16 жовтня 1971 р. у Лендсдейлі (США).

### Творчість
Дебютувала 1910 року з оповідання у газеті «Діло» під псевдонімом Галя. Друкувалася в дитячих журналах «Дзвінок», «Світ дитини», «Малі друзі», згодом у «Веселці».
Окремо вийшли збірки оповідань і повістей:
- «Байки і казки» (1924),
- «Ганнуся йде до міста» (1930),
- «Слідами босих ніжок» (1934),
- «Хліб наш насушний» і «Велика Мовчанка» (1935).

Твори для юнацтва:
- трилогія «Петрусева повість» (1950),
- «Тайна гір» (1952),
- «Весняні бурі» (1967),
- «На провесні» (1969).